# Michel Constantin
Michel Constantin (13 de julio de 1924 - 29 de agosto de 2003) fue un actor cinematográfico y televisivo de nacionalidad francesa.

## Biografía
Su verdadero nombre era Constantin Hokhloff, y nació en Boulogne-Billancourt, Francia, en el seno de una familia de origen polaco y ruso.
Antes de dedicarse al cine, Michel Constantin trabajó para Renault hasta el comienzo de la Segunda Guerra Mundial, siendo el responsable de una empresa de maquinaria textil en la inmediata posguerra.
En la década de 1950 logró el éxito deportivo gracias al voleibol, jugando como capitán del equipo de la selección francesa, además de ganar el campeonato francés con el C.O Billancourt. En esa época conoció a su futura esposa, Maurine, que formaba parte de la selección femenina de Argelia, y con la que tuvo una hija, Sophie.
La experiencia deportiva le facilitó dedicarse al periodismo, siendo responsable de la información sobre baloncesto, balonmano y voleibol del diario deportivo L'Équipe.
A finales de los años cincuenta, gracias al éxito conseguido en el deporte y en el periodismo, Constantin comenzó una carrera como actor de cine, con un significativo primer papel en el drama carcelario Le Trou (1959), de Jacques Becker. El personaje del exparacaidista Geo Cassine, con su rostro impasible y su físico afilado, permitió a Constantin superar con éxito su debut en la pantalla grande. Su incisiva caracterización y sus rasgos físicos permitieron al actor obtener diferentes papeles de personajes coriáceos en los años siguientes, sobre todo en los filmes policíacos  La Loi des hommes (1962), Maigret voit rouge (1963) y Hasta el último aliento (1966), este último dirigido por Jean-Pierre Melville.
Tras esa serie de papeles de tendencia marginal, Costantin obtuvo un inesperado renacimiento en 1966 gracias a la película de debut del director José Giovanni, La Loi du survivant (1967), en la cual interpretaba a un audaz aventurero. A partir de entonces Constantin confirmó su puesto entre los mejores intérpretes del cine francés e internacional, particularmente en los géneros policíaco y de aventuras, en los cuales sus personajes imperturbables y "duros" le procuraron una gran popularidad. Entre sus mejores interpretaciones cabe recordar el papel de Greg en Dernier domicile connu (1970) y el de Xavier Saratov en La Scoumoune (1972), ambas cintas dirigidas nuevamente por José Giovanni, y el de Guilloux en Au-delà de la peur (1975). Constantin fue también eficaz en papeles de defensores de la ley como el del comisario Campana en Il était une fois un flic (1971), el inspector Michel Grazzi en La Part des lions (1971) y el inspectore Palma en La chica de Via Condotti (1973).
A partir de finales de la década de 1970, Costantin fue también protagonista de telenovelas y series televisivas de éxito, mientras que en los años ochenta presentó durante una temporada el popular concurso televisivo Anagram, espacio que posteriormente presentó Daniel Prévost.
En 1973 publicó su autobiografía Ma grande gueule, du volley-ball au cinéma, una colección de recuerdos que abarcaba desde su brillante carrera deportiva hasta su época de "duro" del cine francés.
Michel Constantin falleció en 2003 en Draguignan, Francia,  a causa de un cáncer. Fue enterrado en el cementerio de Ramatuelle.

## Filmografía
| - 1956: En effeuillant la marguerite, de Marc Allégret - 1959: Le trou, de Jacques Becker - 1961: Un nommé La Rocca, de Jean Becker - 1961: La Loi des hommes, de Charles Gérard - 1963: Maigret voit rouge, de Gilles Grangier - 1964: Les Gorilles, de Jean Girault - 1965: Les Grandes Gueules, de Robert Enrico - 1966: Ne nous fâchons pas, de Georges Lautner - 1966: Hasta el último aliento, de Jean-Pierre Melville - 1966: Jerk à Istamboul, de Francis Rigaud - 1967: Mise à sac, de Alain Cavalier - 1967: La Loi du survivant, de José Giovanni - 1967: Dalle Ardenne all'inferno, de Alberto de Martino - 1968: The Southern Star, de Sidney Hayers - 1968: Les Étrangers, de Jean-Pierre Desagnat - 1969: La Fiancée du pirate, de Nelly Kaplan - 1969: La Peau de Torpédo, de Jean Delannoy - 1969: Vertige pour un tueur, de Jean-Pierre Desagnat - 1969: Dernier domicile connu, de José Giovanni - 1970: L'Ardoise, de Claude Bernard-Aubert - 1970: Laisse aller, c'est une valse, de Georges Lautner - 1970: Cold Sweat, de Terence Young - 1970: Un condé, de Yves Boisset - 1970: Città violenta, de Sergio Sollima - 1971: La Part des lions, de Jean Larriaga - 1972: Il était une fois un flic, de Georges Lautner - 1972: La Scoumoune, de José Giovanni | - 1972: Un homme est mort, de Jacques Deray - 1972: Les Caïds, de Robert Enrico - 1973: Les Hommes, de Daniel Vigne - 1973: Le Mataf, de Serge Leroy - 1973: La Valise, de Georges Lautner - 1973: OK patron, de Claude Vital - 1974: La chica de Via Condotti, de Germán Lorente - 1974: Un linceul n'a pas de poches, de Jean-Pierre Mocky - 1974: Au-delà de la peur, de Yannick Andréi - 1974: Il Bestione, de Sergio Corbucci - 1974: La Traque, de Serge Leroy - 1977: Aquel maldito tren blindado, de Enzo G. Castellari - 1977: Sahara cross, de Tonino Valerii - 1977: Ça fait tilt, de André Hunebelle - 1978: Plein les poches pour pas un rond, de Daniel Daert - 1981: Signé Furax, de Marc Simenon - 1981: Il cappotto di legno, de Gianni Manera - 1982: Tir groupé, de Jean-Claude Missiaen - 1982: Deux heures moins le quart avant Jésus-Christ, de Jean Yanne - 1984: Les Mourfalous, de Henri Verneuil - 1984: Le téléphone sonne toujours deux fois !!, de Jean-Pierre Vergne - 1985: La Baston, de Jean-Claude Missiaen - 1986: La Loi sauvage, de Francis Reusser - 1991: Ville à vendre, de Jean-Pierre Mocky - 1994: Paris melody, de Youra Bouditchenko |

## Televisión
- 1974: La Vitesse du vent, de Patrick Jamain
- 1977: Les Diamants du président, de Claude Boissol
- 1982: Mettez du sel sur la queue de l'oiseau pour l'attraper, de Philippe Ducrest
- 1983: On ne le dira pas aux enfants, de Philippe Ducrest
- 1985: Le Deuxième Couteau, de Josée Dayan
- 1987: Marc et Sophie, Episodio Nicotine ni coquine
- 1990: Paparoff (serie)
- 1991: Femme de voyou, de George Britschansky